# Fabio Salerno
Fabio Salerno (Catanzaro, 25 aprile 1979) è un presbitero e diplomatico italiano, dal 1º agosto 2020 al 21 aprile 2025 è stato segretario particolare di papa Francesco.

## Biografia
È stato ordinato presbitero il 19 marzo 2011, incardinandosi nell'Arcidiocesi Metropolitana di Catanzaro-Squillace. Ha completato la preparazione per il servizio diplomatico presso la Pontificia Accademia Ecclesiastica. Ha conseguito il dottorato in utroque iure presso la Pontificia Università Lateranense in Roma. È stato Segretario della Nunziatura Apostolica in Indonesia (2015-2018) e della Missione Permanente della Santa Sede presso il Consiglio d'Europa in Strasburgo (2018-2020). Presta servizio nella Sezione per i Rapporti con gli Stati della Segreteria di Stato. Il 1º agosto 2020 papa Francesco lo ha scelto come suo segretario particolare, ed è rimasto al suo servizio fino alla morte del pontefice, avvenuta il 21 aprile 2025.